# Комсомольська печера (Росія, Башкортостан)
Комсомольська (рос. Комсомольская) — печера в Башкортостані, Росія. Печера вертикального типу простягання. Загальна протяжність — 50 м. Глибина печери становить 30 м. Категорія складності проходження ходів печери — 1. Печера відноситься до Верхньобельського підрайону Бельсько-Нугуського району Південної області Західноуральської спелеологічної провінції.